# 이르지 디엔스트비에르

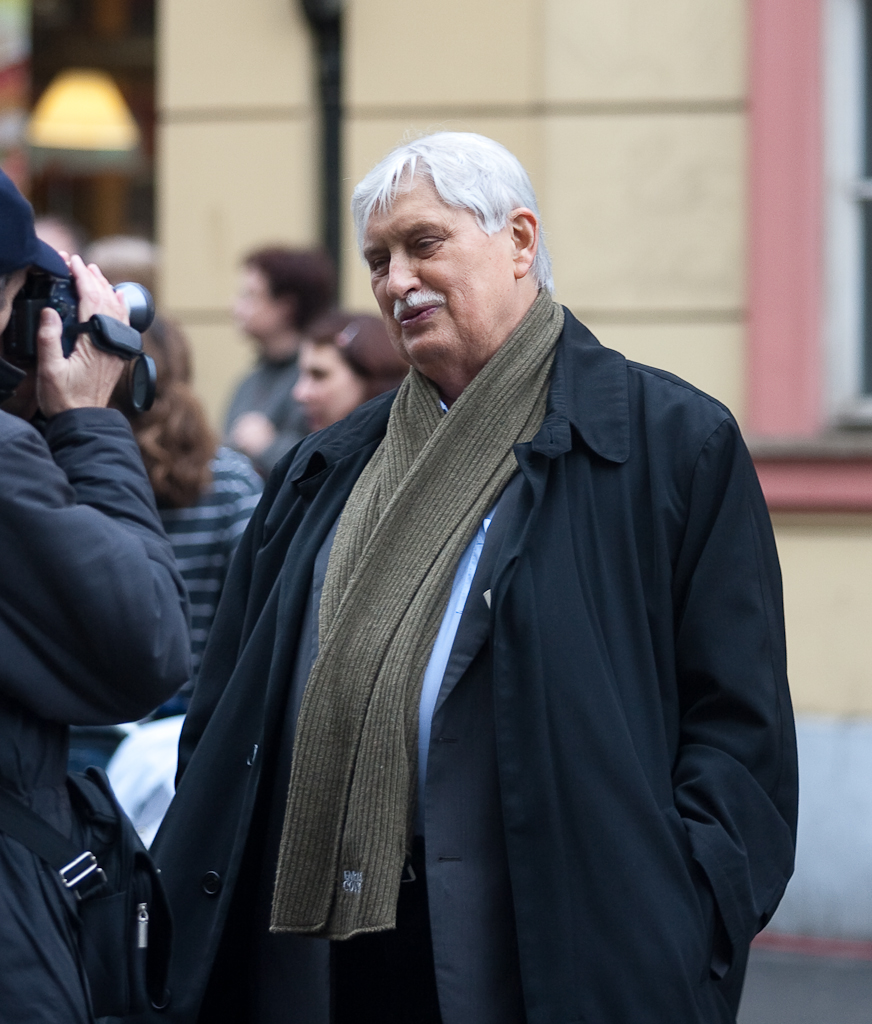
이르지 디엔스트비에르

이르지 디엔스트비에르(체코어: Jiří Dienstbier, 1937년 4월 20일 체코슬로바키아 클라드노 ~2011년 1월 8일 체코 프라하)는 체코의 정치인, 언론인이다.
클라드노 출신이며 프라하 카렐 대학교에서 철학을 전공했다. 대학교 졸업 이후에는 언론인으로 활동했지만 1968년 프라하의 봄을 지지한 것이 문제가 되어 체코슬로바키아 공산당으로부터 당적을 박탈당하고 체코슬로바키아 언론인 협회에서 추방당했다. 1979년부터 1982년까지는 체코슬로바키아의 반체제 운동 문서인 《77 헌장》에 서명한 혐의로 감옥 생활을 했다.
1989년 벨벳 혁명과 함께 사회주의 체제가 종식된 이후에 1992년까지 체코슬로바키아 외무부 장관을 역임했다. 1998년부터 2001년까지는 유엔 인권 위원회 유고슬라비아 담당 특별 조사 위원을 역임했다. 2008년에 실시된 체코 원로원 선거에서 무소속으로 출마하여 당선되었으며 2011년 1월 8일에 사망했다.